# Грузия на зимних Олимпийских играх 2014
Грузия на зимних Олимпийских играх 2014 года была представлена национальной сборной из 4 спортсменов в двух видах спорта.

## Результаты соревнований

### Горнолыжный спорт
Мужчины
| Соревнование      | Спортсмены       | Скоростной спуск/ 1 спуск | Скоростной спуск/ 1 спуск | Слалом/ 2 спуск | Слалом/ 2 спуск | Всего | Место |
| Соревнование      | Спортсмены       | Время                     | Место                     | Время           | Место           | Всего | Место |
| ----------------- | ---------------- | ------------------------- | ------------------------- | --------------- | --------------- | ----- | ----- |
| Суперкомбинация   | Алекс Бениайдзе  |                           |                           |                 |                 |       |       |
| Супергигант       | Алекс Бениайдзе  |                           |                           |                 |                 |       |       |
| Гигантский слалом | Алекс Бениайдзе  |                           |                           |                 |                 |       |       |
| Гигантский слалом | Ясон Абрамашвили |                           |                           |                 |                 |       |       |
| Слалом            | Алекс Бениайдзе  |                           |                           |                 |                 |       |       |
| Слалом            | Ясон Абрамашвили |                           |                           |                 |                 |       |       |

Женщины
| Соревнование      | Спортсмены    | Скоростной спуск/ 1 спуск | Скоростной спуск/ 1 спуск | Слалом/ 2 спуск | Слалом/ 2 спуск | Всего   | Место |
| Соревнование      | Спортсмены    | Время                     | Место                     | Время           | Место           | Всего   | Место |
| ----------------- | ------------- | ------------------------- | ------------------------- | --------------- | --------------- | ------- | ----- |
| Гигантский слалом | Нино Циклаури | 1:27,27                   | 54                        | 1:28,07         | 50              | 2:55,34 | 49    |
| Слалом            | Нино Циклаури | DNF                       | DNF                       | DNF             | DNF             | DNF     | DNF   |

### Фигурное катание
| Соревнование              | Спортсмены          | Короткая программа | Короткая программа | Произвольная программа | Произвольная программа | Всего        | Всего |
| Соревнование              | Спортсмены          | Сумма баллов       | Место              | Сумма баллов           | Место                  | Сумма баллов | Место |
| ------------------------- | ------------------- | ------------------ | ------------------ | ---------------------- | ---------------------- | ------------ | ----- |
| Женское одиночное катание | Элене Гедеванишвили | 27,51              | 17                 | 39,85                  | 53,60                  | 92,45        | 20    |